# Новосемёнов
Новосемёнов (укр. Новосеменів) — село в Белогорском районе Хмельницкой области Украины.
Население по переписи 2001 года составляло 28 человек. Почтовый индекс — 30243. Телефонный код — 3841. Занимает площадь 0,037 км². Код КОАТУУ — 6820387303.

## Местный совет
30243, Хмельницкая обл., Белогорский р-н, с. Семёнов, ул. Садовая, 4